# 사랑에 빠진 아가씨
〈사랑에 빠진 아가씨〉(일본어: コイスルオトメ 고이스루오토메[*], 고이스루오토메)는 이키모노가카리의 3번째 싱글이다. 2006년 10월 18일에 에픽 레코드 재팬에서 발매됐다.

## 개요
- 전작 〈HANABI〉에서 약 5개월 만에 발매된 2006년 제3탄 싱글이다. 점포 한정으로 스티커가 배포되고 있으며, 이 배포 스티커 연동 기획으로 “용기를 내서 고백!”이라는 기획도 실시되고 있었다.
- 이키모노가카리의 싱글로는 가장 매상이 적은 작품이다.
- 발매일이 정확히 야마시타의 고등학교의 동급생의 기일이며, 야마시타도 자신의 블로그에서 이것에 대해서 언급하고 있다.

## 수록곡
1. 사랑에 빠진 아가씨(일본어: コイスルオトメ) (5:15)
  - 작사·작곡: 미즈노 요시키, 편곡: 타나카 유스케

닛폰 TV계 《연애부활》 엔딩 테마.
인디즈 음반 《인생 주사위 놀이.》 수록곡을 재편곡한 곡으로, 미즈노는 “처음으로 여자가 부르는 것을 의식해서 만든 곡” “악곡 제작에 있어서 이 곡이 큰 터닝 포인트가 됐다”고 말하고 있다[1]. 남성이 쓴 것이라고는 생각할 수 없을 정도의 소녀 같은 표현이 등장하기 때문에 요시오카는 처음 “노래할 수 없다고 생각했다”라고 한다[2].
라이브에서는 라이브 투어 마지막 공연으로 연주곡을 추가할 때에 이 곡이 연주되는 것이 있으며, 그 때에는 주로 어쿠스틱 버전으로 보이는 것이 많다.
PV는 인디즈 시대에 제작된 것[3]과 메이저 데뷔 후에 싱글로 발매할 때에 제작된 것의 2종류가 존재한다. 메이저판의 PV는 도쿄 급행 고도모노쿠니 선 연선에서 촬영되어있으며, 탤런트인 카토 미즈키가 출연하고 있다.
컴필레이션 음반을 포함하면 이키모노가카리로는 가장 음반 수록횟수가 많은 노래이다.
2. 이륜화(일본어: 二輪花) (4:42)
  - 작사·작곡: 야마시타 호타카, 편곡: 타나카 유스케

업링크 배급 영화 《체리 파이》 주제가.
야마시타가 작사·작곡한 곡에서는 처음으로 타이업이 들어있다.
PV는 영화 《체리 파이》의 영상 만을 사용한 영화 예고편 겸 PV로 되어있다. 영화 영상을 사용하고 있기 때문에 2009년에 발매된 PV집 《매우 좋은 코끼리》에는 수록되어있지 않다.
3. GET CRAZY! (가을 mix version) (4:00)
  - 작사: 나카야마 카나코, 작곡: 오쿠이 카오리, 편곡: 에구치 료

프리센스 프리센스의 노래 〈GET CRAZY!〉의 커버.
데뷔 전에 참가한 동일 밴드의 리패키지 음반 《14프리센스 (PRINCESS PRINCESS CHILDREN)》에 수록한 음원을 재편곡해서 수록하고 있다.
4. 사랑에 빠진 아가씨 (instrumental)

## 출전
1. ↑  미즈노 요시키 (mizunoyoshiki) on Twitter 2011년 9월 29일 트윗
2. ↑  이키모노가카리 스페셜 컨텐츠 2/3 - 나탈리
3. ↑  인디즈 시대에 PV가 제작된 것은 이 곡뿐이며, 이 PV는 〈인생 주사위 놀이.〉의 부속 DVD에 수록되어있지만, 음반이 폐반이 되고 있는 현재는 보는 것이 몹시 곤란하게 되어있다.